# Resolutie 314 Veiligheidsraad Verenigde Naties
Resolutie 314 van de Veiligheidsraad van de Verenigde Naties werd door de VN-Veiligheidsraad goedgekeurd op 28 februari 1972. Dertien leden stemden voor. Twee leden, het Verenigd Koninkrijk en de Verenigde Staten, onthielden zich.

## Achtergrond
Zuid-Rhodesië is een voormalige Britse kolonie in zuidelijk Afrika. In 1965 riep de blanke minderheidsregering er de
onafhankelijkheid uit. Het regime werd door de Verenigde Naties veroordeeld en illegaal verklaard, en er werden sancties ingesteld.

## Inhoud
De Veiligheidsraad:
- Heeft de recente ontwikkelingen inzake de kwestie Zuid-Rhodesië overwogen.
- Herinnert aan de resoluties 216, 217, 221, 232, 253, 277 en 288.
- Is bezorgd over het feit dat sommige landen zich niet hebben gehouden aan de bepalingen in resolutie 253.
- Houdt rekening met het vierde rapport van het comité dat is opgericht in resolutie 253 en met diens tussenrapport van 3 december 1971.
- Handelt in overeenstemming met de vorige resoluties:

1. Bevestigt dat de sancties van kracht blijven tot de doelstellingen in resolutie 253 bereikt zijn.
2. Dringt erop aan dat alle landen de sancties tegen Zuid-Rhodesië instellen en betreurt dat sommige landen het illegale regime moreel, politiek en economisch steunen.
3. Verklaart dat elke wet of handeling die de import van goederen die onder resolutie 253 vallen toelaat, waaronder chroomerts, in strijd met de verplichtingen van landen zou zijn omdat het de sancties zou ondergraven.
4. Roept alle landen op geen maatregelen te nemen die import uit Zuid-Rhodesië toestaan of vergemakkelijken.
5. Wijst alle landen erop dat meer moet worden gedaan om resolutie 253 ten uitvoer te brengen en roept op hier meer voor te doen.
6. Vraagt het comité dringend te vergaderen over manieren om de invoering van de sancties te verzekeren en tegen 15 april en rapport met aanbevelingen in te dienen.
7. Vraagt de secretaris-generaal het comité van al het nodige te voorzien.

## Verwante resoluties
- Resolutie 277 Veiligheidsraad Verenigde Naties
- Resolutie 288 Veiligheidsraad Verenigde Naties
- Resolutie 318 Veiligheidsraad Verenigde Naties
- Resolutie 320 Veiligheidsraad Verenigde Naties

Lijst ·  308 ·  309 ·  310 ·  311 ·  312 ·  313 ·  314 ·  315 ·  316 ·  317 ·  318 ·  319 ·  320 ·  321 ·  322 ·  323 ·  324